# Lugol-oldat
A Lugol-oldat, (latinul: Solutio Lugoli) más néven vizes jód és erős jódoldat, kálium-jodid és jód vizes oldata. Ez egy gyógyszeres és fertőtlenítőszer, amelyet számos célra használnak. Szájon át szedve a tirotoxikózis kezelésére használják a műtétig, megvédik a pajzsmirigyet a radioaktív jódtól, és a jódhiány kezelésére használják. A méhnyakra alkalmazva a méhnyakrák szűrésének elősegítésére használják. Fertőtlenítőszerként kis sebekre, például tűszúrás esetén alkalmazható. Kis mennyiségben az ivóvíz sürgősségi fertőtlenítésére is használható.
A mellékhatások lehetnek allergiás reakciók, fejfájás, hányás és kötőhártya-gyulladás. Hosszú távú használat alvászavarokhoz és depresszióhoz vezethet. Általában nem szabad terhesség vagy szoptatás alatt használni. A Lugol-jód egy folyadék, amely két rész kálium-jodidból áll, minden egy rész elemi jód vízben.
A Lugol-jódot először 1829-ben Jean Guillaume Auguste Lugol francia orvos készítette. Szerepel az Egészségügyi Világszervezet alapvető gyógyszerek listáján. A Lugol-jód generikus gyógyszerként,  vény nélkül kapható. A Lugol-oldat különböző erősségű formákban kapható. A 2,2%-ot meghaladó koncentrációk nagy mennyisége szabályozás alá eshet.